# 毒物劇物監視員
毒物劇物監視員（どくぶつげきぶつかんしいん）とは、行政警察活動として、毒物及び劇物取締法に規定された職務及び毒物劇物に関する指導を行う官吏及び吏員。主に薬務課や保健所に所属し、毒物劇物の検査等の指導及び教育を行っている。

## 資格
毒物劇物監視員は指定された薬事監視員の官吏及び吏員、その他各自治体の条例等で指定する者の中から、厚生労働大臣及び都道府県知事等により任命される。

## 法令
毒物及び劇物取締法第十八条に
厚生労働大臣は、保健衛生上必要があると認めるときは、毒物又は劇物の製造業者又は輸入業者から必要な報告を徴し、又は薬事監視員のうちからあらかじめ指定する者に、これらの者の製造所、営業所その他業務上毒物若しくは劇物を取り扱う場所に立ち入り、帳簿その他の物件を検査させ、関係者に質問させ、試験のため必要な最小限度の分量に限り、毒物、劇物、第11条第2項に規定する政令で定める物若しくはその疑いのある物を収去させることができる
となっている。
因みに、第11条第2項は以下のとおり。
第11条
2　毒物劇物営業者及び特定毒物研究者は、毒物若しくは劇物又は毒物若しくは劇物を含有する物であつて政令で定めるものがその製造所、営業所若しくは店舗又は研究所の外に飛散し、漏れ、流れ出、若しくはしみ出、又はこれらの施設の地下にしみ込むことを防ぐのに必要な措置を講じなければならない。
なお、第十八条第一項及び第二項に関する権限は犯罪捜査のために認められたものと解してはならない、との規定があるため、毒物及び劇物を使った毒殺事件のような事例が起きた場合は、中毒で無く犯罪であることが確定するまで保健所と警察が同時並行で調査を行う必要がある。

## 業務内容
薬務課の毒物劇物監視員は輸入毒物劇物の収去検査を行っている。
保健所の毒物劇物監視員は管内で製造、流通する毒物劇物の収去検査を行うとともに、
- 毒物劇物関係事業者の営業の許認可・衛生監視及び指導
- 毒物劇物流出時の調査及び違反業者に対する行政処分
- 毒物及び劇物取締法や各自治体の条例に関する調査及び違反に対する行政処分
- 事業者や住民に対する毒物劇物に関する情報提供及び教育・知識の普及
- 毒物劇物に関する苦情対応及び調査

に係る業務を行っている。
この他に、大学の検査所で衛生監視や検査を行ったり、厚生労働省や各都道府県・政令指定都市・中核市・保健所設置市・特別区の本庁で毒物劇物行政に関する業務を担当している毒物劇物監視員もいる。
- 収去検査とは俗に「抜き取り検査」「抜き打ち検査」と呼ばれている。検査のために無償で毒物劇物等を収去することは毒物劇物監視員のみに認められた権限であり、他の官吏及び吏員（警察官等）にはできない。なお、この行為は公共の福祉のために行われているため、国民の財産権を犯す行為とは解されない。ただし、収去には様々な規定があり、毒物劇物監視員の側にも様々な制約がある。

- 身分の示す証票により、毒物劇物関係事業所の衛生設備及び管理状態を点検し、その結果を百点満点で採点することができる。証票は製造業者が大学と協定を結ぶ際や自治体が販売業者と契約を結ぶ際に、施設の衛生状況を把握するため、事業者に対し提出を求めることも多い、重要な書類である。

## 義務
- 毒物劇物監視員はその職務を行う際は証票を携帯しなければならない。

証票としては各自治体によりまちまちである。
- 収去検査を行う場合には、様式に定められた収去票を発行しなければならない。

収去検査については無償で物品の提供を受け、検査結果によっては販売禁止等の行政処分が行われるため、施設への立入から検査機関での取り扱いに至るまで、様々な厳しい規定が設けられている。